# 数学年刊
《数学年刊》（Annals of Mathematics）是普林斯顿大学和普林斯顿高等研究院办的数学期刊。